# جين شيرمان (كاتبة)
جين شيرمان (بالإنجليزية: Jane Sherman)‏ هي راقصة وملحنة وكاتِبة أمريكية، ولدت في 14 يونيو 1908 في بلويت في الولايات المتحدة، وتوفيت في 16 مارس 2010 في إنغلوود في الولايات المتحدة.